# Compromisso Croata-Húngaro

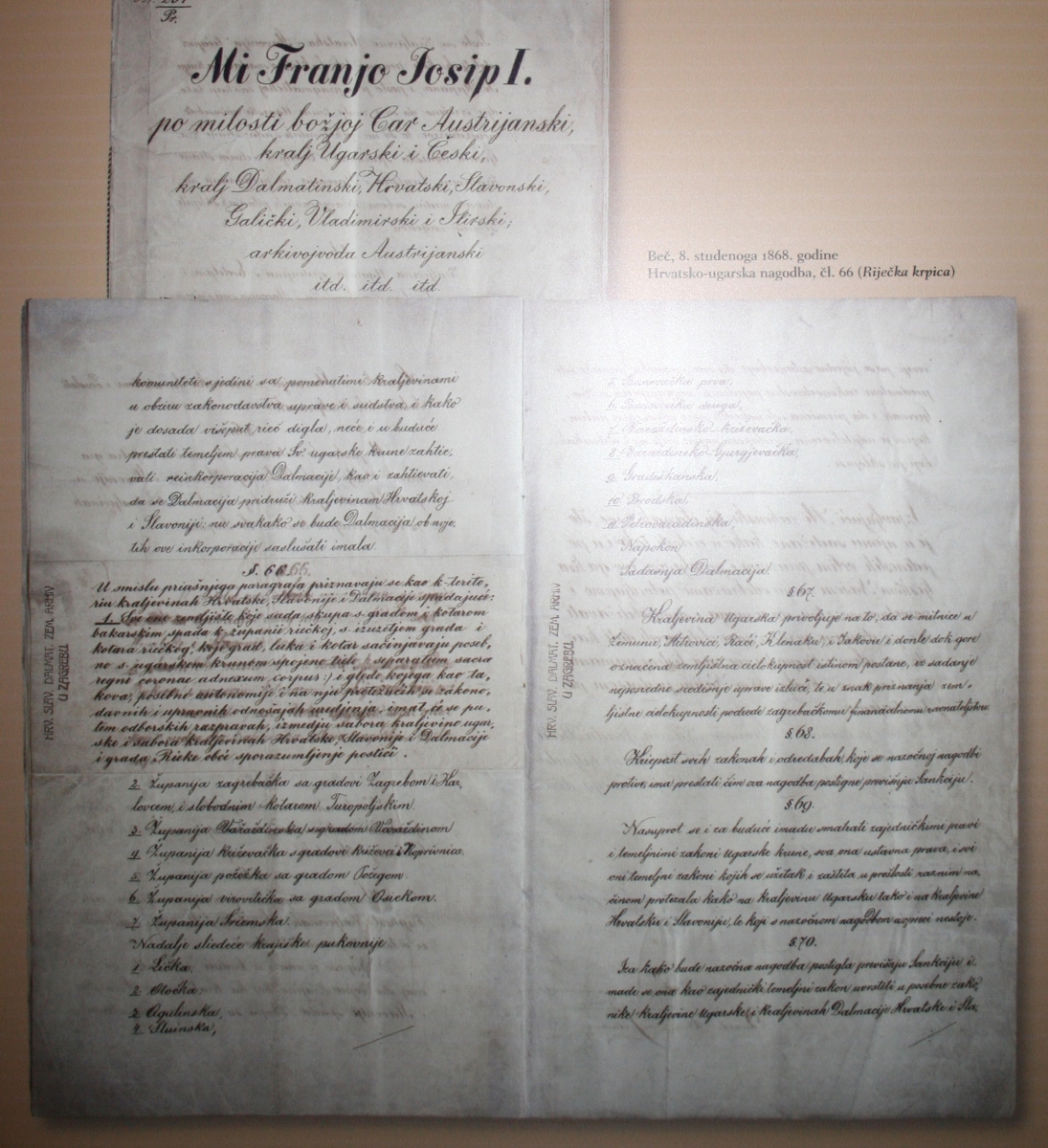
Compromisso Croata-Húngaro

Compromisso Croata-Húngaro (em croata:  Hrvatsko-ugarska nagodba, em húngaro:  Horvát–magyar kiegyezés, em alemão:  Kroatisch-Ungarischer Ausgleich) foi um pacto assinado em 1868 sobre o estatuto político da Croácia na parte da Áustria-Hungria governada pela Hungria. Durou até o final da Primeira Guerra Mundial, quando o Parlamento Croata, como representante da soberania histórica da Croácia, em 29 de outubro de 1918, adotou uma decisão sobre a cessação de todos os laços estatais e legais com a antiga Áustria-Hungria.